# Heidi Pakarinen
Heidi Pakarinen (Siilinjärvi, 25 febbraio 1976) è una cantante finlandese.

## Biografia
Heidi Pakarinen è salita alla ribalta nel 2013 con la incoronazione a regina al festival del tango finlandese Seinäjoen Tangomarkkinat, anche se la sua prima apparizione televisiva è stata nel 1996 al programma canoro Lavatähti-laulukilpailu.
La vittoria alla rassegna le ha fruttato un contratto discografico con la Sony Music Finland, su cui ha pubblicato il suo album di debutto Sun kuningatar nel 2014; il disco ha debuttato nella classifica finlandese al 17º posto.
Nel 2015 ha partecipato a Uuden Musiikin Kilpailu, il programma di selezione del rappresentante finlandese all'Eurovision Song Contest, presentando il brano Bon Voyage, ma non si è qualificata dalla semifinale. Il suo secondo album, Meitä varten, è uscito nel 2017 su etichetta Blue Media.

## Discografia

### Album
- 2014 - Sun kuningatar
- 2017 - Meitä varten

### Singoli
- 2013 - Värähtelyjä
- 2014 - Sun kuningatar
- 2015 - Bon Voyage
- 2016 - Sydämeltä salaa
- 2016 - Minulla on sinut
- 2016 - Il tango di Satumaa (con Fabrizio Rende)
- 2019 - Jouluna sinut nähdä saan (con Kari Halme)
- 2020 - Hali hali
- 2020 - Perjantai